# Morgan Kneisky
Morgan Kneisky (Besançon, 31 augustus 1987) is een Frans wielrenner, die vooral naam heeft gemaakt op de Piste. Hij heeft zich vooral gespecialiseerd in de duuronderdelen van het baanwielrennen. Hij is een specialist in scratch, ploegkoers en de puntenkoers.

## Biografie
De zesjarige Morgan Kneisky sloot zich aan bij de lokale wielerclub Besançon Racing Club, en later bij AC Bisontine. Hij probeerde verschillende wielerdisciplines, maar al snel werd duidelijk dat hij vooral talent had in het baanwielrennen en  het wegwielrennen. Zo won hij als junior in 2006 een rit in de Tour de Lorraine, een meerdaagse wielerwedstrijd waar onder andere Marcel Kittel, Peter Velits en Nicolas Vogondy op de erelijst staan. Op de baan wist hij ook allerlei ereplaatsen te veroveren tijdens de Franse kampioenschappen baanwielrennen.
Zijn eerste internationale toernooi waren de Europese kampioenschappen baanwielrennen van 2008, hij nam samen met Ronan Guinaudeau deel aan de ploegkoers, ze werden tiende. Zijn eerste Wereldkampioenschappen baanwielrennen waren die van 2009, hij nam deel aan de puntenkoers en de scratch. Tijdens de puntenkoers kon hij geen potten breken en eindigde hij als 13 met 19 punten minder dan winnaar Cameron Meyer. Tijdens de finale van de sratch wist Kneisky verrassend genoeg de sprint van het peloton te winnen en zich op amper 21-jarige leeftijd tot wereldkampioen scratch op te werken. Tot op de dag van vandaag is hij de jongste renner die dit voor elkaar heeft gekregen.
Een jaar later slaagde hij tijdens de wereldkampioenschappen er niet in om zijn wereldtitel te verlengen, de Deen Alex Rasmussen volgde hem op. Wel wist hij aan de zijde van Christophe Riblon een zilveren medaille te veroveren tijdens de ploegkoers. Later dat jaar wist hij in het Colombiaanse Cali de wereldbeker in de scratch te winnen, hij zou ook het eindklassement scratch van het wereldbekerseizoen 2010-2011 winnen.
Tijdens de wereldkampioenschappen van 2011 wist hij op twee van de drie onderdelen waar hij aan deelnam een medaille te behalen. Op de puntenkoers en de scratch werd hij telkens derde, op de ploegkoers moest hij met teammaat Vivien Brisse vrede nemen met een plek juist naast het podium, ze werden vierde. Later zouden ze samen wel derde worden op het Europees kampioenschap ploegkoers. In November betwistte hij met Iljo Keisse de Zesdaagse van Grenoble. Samen wonnen ze deze zesdaagse met één ronde voorsprong op hun dichtste belagers: Het Zwitserse koppel Alexander Aeschbach/Franco Marvulli en de Belgen Kenny De Ketele/Tim Mertens.
In 2012 nam hij niet deel aan de Wereldkampioenschappen baanwielrennen 2012 in Melbourne, hij wou zich meer op het wegwielrennen focussen. Dit deed hij met wisselend succes, wel wist hij de derde en laatste etappe in de Boucles de la Mayenne te winnen. Deze liep tussen Montsûrs en Laval en was zo'n 172 km lang. Hij won de sprint van een verbrokkeld peloton en bleef Cyril Lemoine en Pierre-Luc Périchon voor.
In 2013 nam hij weer deel aan de wereldkampioenschappen. Hij reed in Minsk zowel de scratch als de ploegkoers. Tijdens de scratch eindigde hij teleurstellend als zesde. Dit maakte hij drie dagen later alweer goed door met Vivien Brisse wereldkampioen ploegkoers te worden. Later dat seizoen won hij met Brisse ook voor de tweede maal in zijn carrière de Zesdaagse van Grenoble.
Vanaf 2014 verandert Morgan Kneisky van ploeg, hij komt vanaf nu uit voor het Britse Team Raleigh. Nadat hij zijn  het Wereldtitel begin dat jaar niet verdedigde, kwam hij op het EK in drie verschillende disciplines in actie. In de scratch en de puntenkoers kon hij geen potten breken. Tijdens de ploegkoers werd hij wederom met Brisse derde, op één ronde van het winnende duo uit Oostenrijk.
Begin 2015 stond het Wereldkampioenschap in thuisland Frankrijk geprogrammeerd. Uiteraard wou Kneisky hier schitteren, hij nam deel aan de scratch en aan de ploegkoers. Tijdens de scratch probeerde hij wel te ontsnappen, maar eindigde hij uiteindelijk als achtste op 19 deelnemers. De ploegkoers vatte hij niet met Vivien Brisse aan zoals gewoonlijk, maar met Bryan Coquard. Dit bleek meer dan een solide combinatie te zijn, na een spannende wedstrijd eindigde ze samen met vijf andere koppels in dezelfde ronde, de Fransen hadden uiteindelijk slechts éé punt voorsprong op de Italianen en werden zo wereldkampioen.
In 2016 nam Kneisky opnieuw deel aan het WK. Ditmaal aan de zijde van Benjamin Thomas trachtte hij zijn titel in de ploegkoers te verdedigen. Na een spannende race moest Kneisky de duimen leggen voor het Britse duo Mark Cavendish en Bradley Wiggins. Uiteindelijk moesten de Fransen tevreden zijn met zilver. Op het EK enkele maanden later won het duo wederom een zilveren medaille.
In 2017 ruilde Kneisky het Britse Team Raleigh voor het Franse Armée de terre.

## Overwinningen

### Weg
2008
- 1e etappe Tour de Moselle
- Eindklassement Tour de Moselle

2012
- 3e etappe Boucles de la Mayenne

### Piste
| Jaar  | FK                                        | EK         | WK                  | Overig                                  |
| Elite | Elite                                     | Elite      | Elite               | Elite                                   |
| ----- | ----------------------------------------- | ---------- | ------------------- | --------------------------------------- |
| 2009  | ploegkoers scratch · ploegenachtervolging |            | scratch             |                                         |
| 2010  | puntenkoers                               |            | ploegkoers          | WB Cali: scratch                        |
| 2011  |                                           | ploegkoers | puntenkoers scratch | 6daagse Grenoble                        |
| 2012  |                                           |            |                     |                                         |
| 2013  | ploegkoers                                |            | ploegkoers          | 6daagse Grenoble                        |
| 2014  | ploegkoers scratch                        | ploegkoers |                     | Grenchen: ploegkoers                    |
| 2015  |                                           | ploegkoers | ploegkoers          | Gent: ploegkoers Camebridge: ploegkoers |
| 2016  |                                           | ploegkoers | ploegkoers          |                                         |
| 2017  |                                           |            | ploegkoers          | Le Mans: ploegkoers 6daagse Fiorenzuola |
| 2018  | ploegkoers                                |            |                     |                                         |
| 2019  | scratch · omnium                          |            |                     | Vierdaagse van Genève                   |

Atkins · Barker · Blain · Boulo · Christian · Kneisky · Oliphant · Perett · Stones · Wilkinson